# Julissa Diez Canseco
Lizbeth Julissa Diez Canseco (Lima, 5 de junio de 1989) es una practicante de taekwondo y bióloga peruana.
Ganó una medalla de plata en los Juegos Panamericanos de 2011, y cuatro medallas de bronce en el Campeonato Panamericano de Taekwondo entre los años 2010 y 2018. Participó en los Juegos Olímpicos de Río de Janeiro 2016 donde ocupó el séptimo lugar.

## Palmarés internacional
| Juegos Panamericanos    | Juegos Panamericanos      | Juegos Panamericanos | Juegos Panamericanos |
| Año                     | Lugar                     | Medalla              | Categoría            |
| ----------------------- | ------------------------- | -------------------- | -------------------- |
| 2011                    | Guadalajara (México)      | Medalla de plata     | –49 kg               |
| Campeonato Panamericano |                           |                      |                      |
| Año                     | Lugar                     | Medalla              | Categoría            |
| 2010                    | Monterrey (México)        | Medalla de bronce    | –49 kg               |
| 2012                    | Sucre (Bolivia)           | Medalla de bronce    | –49 kg               |
| 2016                    | Querétaro (México)        | Medalla de bronce    | –49 kg               |
| 2018                    | Spokane (Estados Unidos)  | Medalla de bronce    | –53 kg               |
| Juegos Suramericanos    |                           |                      |                      |
| Año                     | Lugar                     | Medalla              | Categoría            |
| 2010                    | Medellín (Colombia)       | Medalla de bronce    | –49 kg               |
| 2014                    | Santiago de Chile (Chile) | Medalla de plata     | –49 kg               |